# Штагель, Эльсбет
Элизабет или Эльсбет Штагель (ок. 1300 — ок. 1360) — доминиканская монахиня и настоятельница монастыря Тёсс.

## Биография
Элизабет дружила и переписывалась с Генрихом Сузо. Сузо считал Штагель своей духовной дочерью. Во время их встреч Штагель просила Сузо помочь ей понять путь к Богу, поделившись с ней своим собственным опытом. Однако Сузо не знал, что хорошо образованная монахиня хранила посланные им письма и записывала все, что он говорил ей, как в богословских вопросах, так и его экстремальных практиках личного покаяния. Когда Сузо узнал об инициативе Штагель, он запросил тексты и сжёг их, сохранив только вторую партию рукописей ради обучения других верующих. Сузо запретил Штагель подражать ему в крайнем аскетизме, опасаясь за её здоровье.
Вопрос, действительно ли Штагель — автор «Жизнеописаний монахинь Тёсса», произведения, содержащего биографии 39 монахинь и дающего исчерпывающую картину мистицизма в монастыре Тёсс, является спорным. Блаженная Елизавета Венгерская, возможно, была одной из монахинь, чью жизнь описала Штагель, но это утверждение вызывает особые споры, поскольку в книге очень негативно изображена мачеха блаженной Елизаветы, Агнеса Австрийская, вдовствующая королева Венгрии; весьма маловероятно, чтобы такая биография была написана до смерти королевы Агнесы, которая пережила Штагель и умерла в 1364 году.
Имя Эльсбет включено в композицию Этаж наследия Джуди Чикаго.
- Оригинальное предисловие книги
- Предисловие
- Имена монахинь